# Arboridia tertina
Arboridia tertina är en insektsart som beskrevs av Irena Dworakowska och Chandrasekhara A. Viraktamath 1978. Arboridia tertina ingår i släktet Arboridia och familjen dvärgstritar. Inga underarter finns listade i Catalogue of Life.